# Ponta Cais
Ponta Cais är en udde i Kap Verde.   Den ligger i kommunen Maio, i den sydöstra delen av landet, 60 km nordost om huvudstaden Praia.
Terrängen inåt land är platt. Havet är nära Ponta Cais åt nordväst. Runt Ponta Cais är det ganska glesbefolkat, med 26 invånare per kvadratkilometer.. 
Omgivningarna runt Ponta Cais är en mosaik av jordbruksmark och naturlig växtlighet.